# Joan Rius Rivera
Joan Rius Rivera (Mayagüez, 26 d'agost de 1848 - Hondures, 20 de setembre de 1924) va ser un major general porto-riqueny, el de més alt rang de l'Exèrcit Llibertador Cubà.

## Primers anys
Joan Rius Rivera va néixer al barri de Río Canas Abajo, al municipi de Mayagüez, el 26 d'agost de 1848. Era fill d'Eusebi Rius Rubio i Ramona Rivera Dávila, originaris del Vendrell i radicats a l'illa de Puerto Rico. El pare es dedicava a la producció i exportació de cafè: el negoci havia estat creat a principis del segle xix pel besoncle de Joan Rius, el també vendrellenc Martí Rius. La mare exerciria la docència en diversos pobles de la part occidental de l'illa, l'últim dels quals Aguadilla (1898). Estudià l'educació primària al seu poble de naixement i després feu batxillerat a Barcelona i dret a la Universitat Central de Madrid.
Inspirat pels ideals del nacionalista porto-riqueny Ramón Emeterio Betances, Rius es va unir el moviment independentista de l'illa. Va ser membre de la cèl·lula revolucionària de Mayagüez «Capa Prieto» sota el comandament de Matías Brugman. El 23 de setembre de 1868, Rius va participar en la fracassada revolta contra el Regne d'Espanya coneguda com a Grito de Lares.

## Guerra dels Deu Anys
En esclatar la Guerra dels Deu Anys, es va traslladar a Cuba a bord del vapor Anna el 1870. Immediatament es va incorporar a les forces dirigides pel general de brigada José Inclán Risco. Més tard s'uní a les forces del General Calixto García. Aquest últim li lliurà el comandament militar del Primer Regiment Holguín. El 1874, Rius dirigí un Regiment de Cavalleria amb el nom de «Céspedes».
Rius resultà ferit en la Campanya de Las Villas, mentre combatia sota el comandament del General Máximo Gómez. La Guerra dels Deu Anys va arribar a la seva fi amb el Conveni de Zanjón el 1978. Rius no estava d'acord amb el pacte i s'embarcà cap a Europa i després es retira a Hondures, on va fundar negocis i establir la seva llar.

## Guerra Necessària

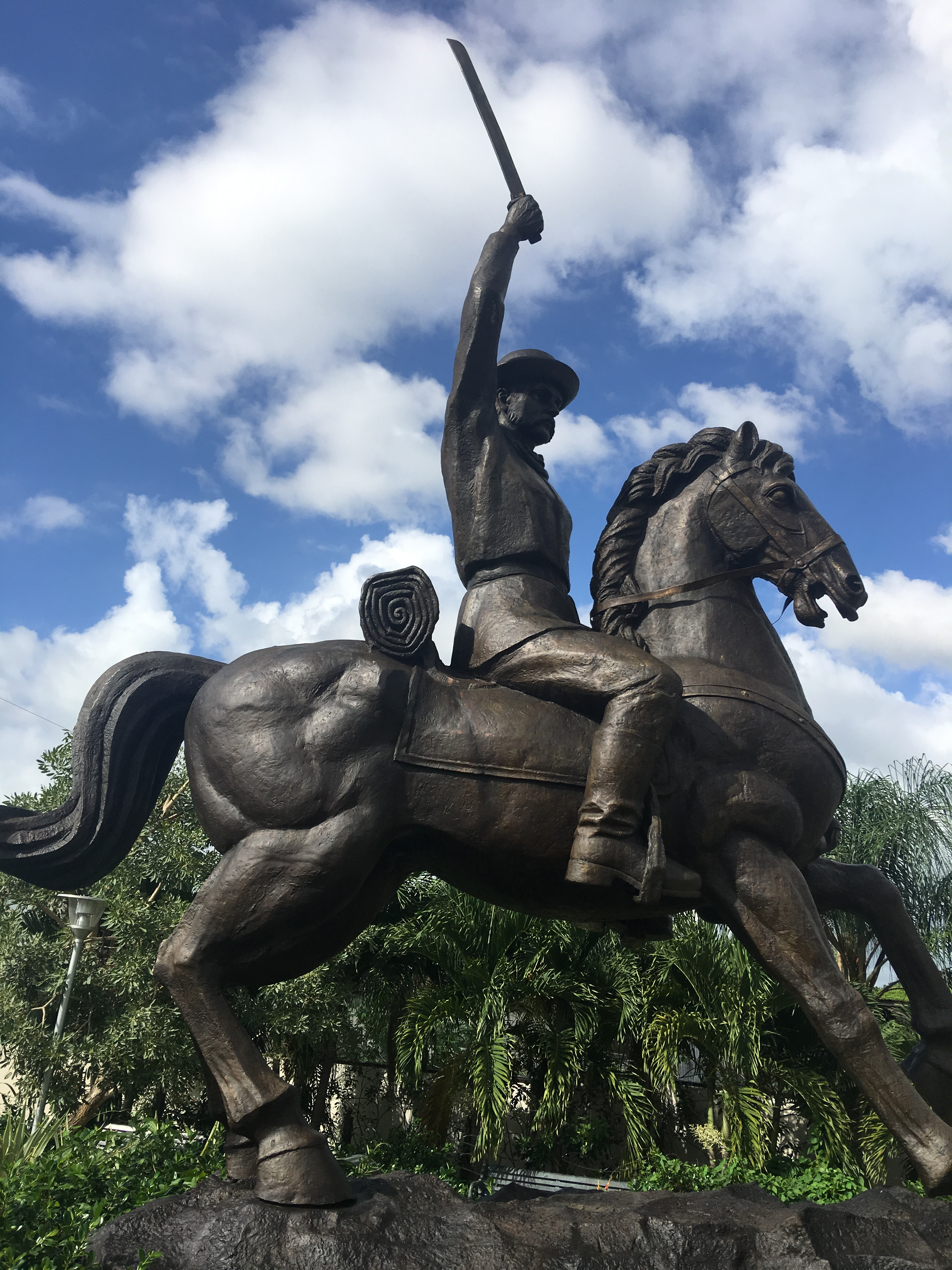
Estàtua de Joan Rius Rivera a Mayagüez

En 1896, durant la Guerra d'Independència de Cuba va retornar a l'illa al capdavant de l'expedició per a rescatar al General Antonio Maceo. El 7 de desembre, el general Maceo va ser assassinat en una feroç lluita contra les tropes espanyoles. El 20 de desembre, el General Rius va ser ascendit a Comandant en Cap de les forces de Pinar del Río. El 26 de març de 1897 va ser ferit en el combat de Cabezas de Río Hondo i capturat per una operació militar dirigida pel llavors general de brigada Cándido Hernández de Velasco. Deportat a Espanya, va romandre a la presó a Barcelona fins a la fi de la guerra.

## Carrera política i últims anys
El setembre de 1900, va ser elegit per Pinar del Río membre de l'Assemblea Constituent que va redactar el 1901 la primera Constitució de la República independent de Cuba. Va ser Vicepresident de l'Assemblea Constituent, exercint posteriorment càrrecs en el gabinet de la República com a Governador civil de l'Havana, ministre d'Hisenda i secretari personal del president de la República. Decebut amb l'Esmena Platt, va abandonar el país definitivament el 1907 i va marxar a Hondures, pàtria de la seva esposa, on va morir el 20 de setembre de 1924. Les seves despulles van ser traslladades a l'Havana i dipositades al Cementiri de Colón l'abril de 1958.

## Monument a Mayagüez
El 2013, el municipi de Mayagüez va inaugurar al públic una estàtua eqüestre de Rius en un parc al costat del Pont Balboa. L'escultura, realitzada per l'artista porto-riqueny Salvador Rivera Cardona, representa al patriota de Mayagüez a Cuba en el seu rol de cap militar amb el matxet alçat. El lloc atreu a turistes i afeccionats a la història.